# Мустиничи
Мустиничи — деревня в Алёховщинском сельском поселении Лодейнопольского района Ленинградской области.

## История
Согласно плану западной части Лодейнопольского уезда 1818 года деревня называлась Мустеничи.

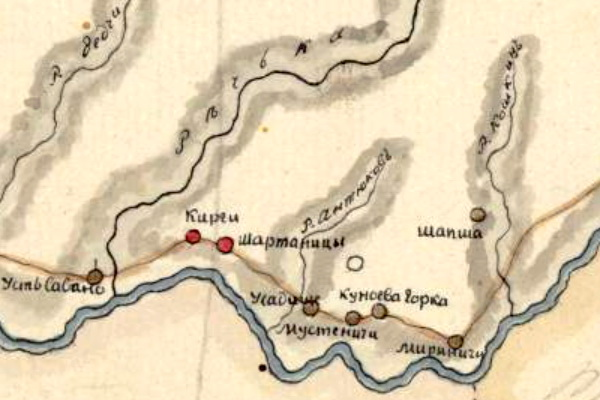
Деревня Мустиничи на плане 1818 года

МУСТИНИЧИ 1-е — деревня при реке Ояти, число дворов — 18, число жителей: 16 м. п., 58 ж. п.

МУСТИНИЧИ 2-е — деревня при реке Ояти, число дворов — 34, число жителей: 85 м. п., 88 ж. п.; Часовня православная. 
 
ФИЛИЧЕВА (МУСТИНИЧИ) — деревня при безымянном ручье, число дворов — 7, число жителей: 17 м. п., 13 ж. п.; Горшечное заведение . (1879 год)

Сборник Центрального статистического комитета описывал её так:

МУСТЕНИЧИ — деревня бывшая владельческаяпри реке Ояти, дворов — 25, жителей — 132; Часовня, гончарная лавка. (1885 год)

Деревня относилась к Подборской (Сюрьянской) волости.
Согласно списку населённых мест Олонецкой губернии:

МУСТИНИЧИ — деревня при реке Ояти, население крестьянское: домов — 25, семей — 25, мужчин — 75, женщин — 110, всего — 185; некрестьянское: нет; лошадей — 22, коров — 41, прочего — 67, школа.
 
МУСТИНИЧИ (ФИЛИЧЕВА) — деревня при реке Ояти, население крестьянское: домов — 9, семей — 9, мужчин — 30, женщин — 31, всего — 61; некрестьянское: нет; лошадей — 8, коров — 15, прочего — 20 . (1905 год)

В конце XIX — начале XX века деревня административно относилась к Шапшинской волости 2-го стана Лодейнопольского уезда Олонецкой губернии.
С 1917 по 1922 год деревня входила в состав Мустинского сельсовета Шапшинской волости Лодейнопольского уезда.
С 1922 года в составе Петроградской губернии.
С 1923 года в составе Ленинградской губернии.
С февраля 1927 года в составе Шапшинской волости. С августа 1927 года в составе Оятского района. В 1927 году население деревни составляло 165 человек.
Согласно карте Ленинградской области Северо-западного аэрогеодезического треста ГГУ издания 1932 года деревня насчитывала 16 крестьянских дворов.
По данным 1933 года деревня называлась Мустиницы и являлась административным центром Мустинского сельсовета Оятского района, в который входили 9 населённых пунктов: деревни Заручей, Кулакова Гора, Кяргино, Мириничи, Мустиницы, Филичево, Шахтиницы, хутор Савино и выселок Искра, общей численностью населения 425 человек.
По данным 1936 года в состав Мустинского сельсовета входили 6 населённых пунктов, 167 хозяйств и 5 колхозов.

Деревня Мустиничи на карте РККА 1940 года

С 1955 году в составе Лодейнопольского района.
С 1960 года в составе Алёховщинского сельсовета.
В 1961 году население деревни составляло 95 человек.
По данным 1966, 1973 и 1990 годов деревня Мустиничи также входила в состав Алёховщинского сельсовета.
В 1997 году в деревне Мустиничи Алёховщинской волости проживали 38 человек, в 2002 году — 31 человек (все русские).
В 2007 году в деревне Мустиничи Алёховщинского СП проживали 34 человека, в 2010 году — 28, в 2014 году — 32 человека.

## География
Деревня расположена в восточной части района на правом берегу реки Оять на автодороге 41К-016 (Станция Оять — Плотично).
Расстояние до административного центра поселения — 12 км.
Расстояние до ближайшей железнодорожной станции Лодейное Поле — 59 км.

## Демография
| 1879 | 1885 | 1905 | 1927 | 1961 | 1997 | 2007 |
| ---- | ---- | ---- | ---- | ---- | ---- | ---- |
| 277  | ↘132 | ↗246 | ↘165 | ↘95  | ↘38  | ↘34  |
| 2010 | 2014 | 2015 | 2016 | 2017 |      |      |
| ↘28  | ↗32  | ↗33  | ↗34  | ↘33  |      |      |

### Национальный состав
Согласно данным Всероссийской переписи населения 2021 года в деревне проживали 14 человек, из них:
русские — 13, таджик — 1 человек.

## Инфраструктура
На 1 января 2014 года в деревне было зарегистрировано: хозяйств — 15, частных жилых домов — 34
На 1 января 2015 года в деревне зарегистрировано: хозяйств — 14, жителей — 33.